# Сходня (станція)
Схо́дня (рос. Сходня) — залізнична станція на головному ходу Жовтневої залізниці (Ленінградському напрямку), у складі лінії МЦД-3, в міському окрузі Хімки Московської області. Входить до складу Московського центра організації роботи залізничних станцій ДЦС-1 Жовтневої дирекції управління рухом. За основним характером роботи є проміжною, за обсягом роботи віднесена до 3 класу.
Назва дана по колишньому місту Сходня, що увійшло до складу міста Хімки у 2004 році.
На станції три пасажирські платформи, які обслуговують чотири колії, 2 з них берегові, одна — острівна. Платформи з'єднані критим пішохідним містком. Берегова платформа для поїздів від Москви посунута в західному напрямку щодо двох інших, тому вхід на місток доводиться в її середину, тоді як для двох інших платформ — в торець.
У квітні 2016 станція була закрита для виконання вантажних операцій.